# استخدام صافي البروتين
صافي استخدام البروتين أو NPU، هو النسبة المئوية للنيتروجين المبتلع الذي يتم الاحتفاظ به في الجسم. يتم استخدامه لتحديد الكفاءة الغذائية للبروتين في النظام الغذائي، أي أنه يستخدم كمقياس "لجودة البروتين" للأغراض الغذائية البشرية.
كقيمة، يمكن أن تتراوح NPU من 0 إلى 1 (أو 100)، مع قيمة 1 (أو 100) تشير إلى استخدام 100% من النيتروجين الغذائي كبروتين وقيمة 0 تشير إلى أنه لم يتم تحويل أي من النيتروجين المقدم إلى 100%. بروتين.
يتم تصنيف بعض المواد الغذائية، مثل البيض أو الحليب، على أنها 1 على مخطط NPU.
تجريبيا، يمكن تحديد هذه القيمة عن طريق تحديد كمية البروتين الغذائي ومن ثم قياس إفراز النيتروجين.
إحدى صيغ NPU الواضحة هي :NPU = {0.16 × (تناول البروتين على مدار 24 ساعة بالجرام)} - {(نيتروجين اليوريا البولية على مدار 24 ساعة) + 2} - {0.1 × ( وزن الجسم المثالي بالكيلوجرام)} / {0.16 × (تناول البروتين على مدار 24 ساعة بالجرام) }
NPU والقيمة البيولوجية (BV) كلاهما يقيسان الاحتفاظ بالنيتروجين؛ والفرق هو أن القيمة البيولوجية يتم حسابها من النيتروجين الممتص، في حين أن استخدام البروتين الصافي يتم من النيتروجين المبتلع. الكمية الأخرى ذات الصلة الوثيقة هي صافي استخدام البروتين بعد الأكل (NPPU)، وهو الحد الأقصى المحتمل لـ NPU لمصدر البروتين الغذائي في ظل الظروف المثالية.

## درجة الاحماض الامينية
إن درجة الأحماض الأمينية المصححة لهضم البروتين (PDCAAS) هي تصنيف أكثر حداثة لتحديد جودة البروتين، ومعيار التصنيف الحالي الذي تستخدمه إدارة الغذاء والدواء.
إن DIAAS (DIAS) هي طريقة لجودة البروتين، تم اقتراحها في مارس 2013 من قبل منظمة الأغذية والزراعة لتحل محل معيار تصنيف البروتين الحالي، وهو درجة الأحماض الأمينية المصححة لهضم البروتين (PDCAAS). لكن هذا الاقتراح محل نزاع بسبب نقص البيانات.

## أنظر أيضاً
- نسبة كفاءة البروتين
- توازن النيتروجين